# Катастрофа DC-4 под Сан-Хуаном
Катастрофа DC-4 под Сан-Хуаном — крупная авиационная катастрофа, произошедшая в страстную пятницу, 11 апреля 1952 года в Атлантическом океане близ побережья Сан-Хуана (Пуэрто-Рико). Пассажирский самолёт Douglas DC-4 авиакомпании Pan American World Airways (Pan Am) должен был выполнять рейс в Нью-Йорк (США), когда почти сразу после взлёта экипаж доложил о возврате в аэропорт из-за отказа двигателя. Диспетчер дал разрешение на это, однако вскоре на самолёте забарахлил ещё один двигатель, в связи с чем экипаж совершил вынужденное приводнение на поверхность океана во время сильного волнения, а через несколько минут авиалайнер затонул, при этом погибли 52 пассажира.

## Самолёт
Douglas DC-4 с заводским номером 10503 был выпущен в январе 1945 года изначально как военная модель C-54B-1-DC Skymaster, а 5 января передан заказчику — американским военно-воздушным силам, где также получил бортовой номер 42-72398. В связи с окончанием военных действий и образовавшимся излишком техники 13 декабря того же, 1945 года самолёт был возвращён на завод-изготовитель — Douglas Aircraft, где его переделали в гражданскую модель — DC-4. 10 августа 1946 года уже как авиалайнер он был продан американской авиакомпании Pan American World Airways (Pan Am), где получил бортовой номер N88899 и имя Clipper Endeavour.
Общая наработка борта N88899 на момент происшествия составляла 20 835 лётных часов, в том числе 1514 часов от последнего капитального ремонта. Его четыре поршневых двигателя были производства Pratt & Whitney, модель R-2000, а воздушные винты — производства Hamilton Standard, модель 23E-50.

## Экипаж
В кабине самолёта работал лётный экипаж в составе трёх пилотов:
- Командир воздушного судна — 33-летний Джон К. Берн (англ. John C. Burn). В авиакомпании Pan Am работал с 9 сентября 1942 года, а 27 июня 1946 был повышен до второго пилота DC-4. Имел квалификацию пилота гражданской авиации; год (с 1950) летал вторым пилотом на Boeing 377. В январе 1952 года прошёл подготовительные курсы длительностью 18 часов, после окончания которых был повышен до командира DC-4. Его общий налёт составлял 6920 часов, в том числе 4995 часов на типе DC-4, из которых в должности командира налетал 208 часов[6].
- Второй пилот — 30-летний Дж. Т. Хатчинс (англ. J. T. Hutchins). В авиакомпании Pan Am работал с 15 февраля 1951 года, имел квалификацию пилота одно- и многомоторных самолётов. Его общий налёт составлял около 5000 часов, в том числе 708 часов на типе DC-4.
- Третий пилот — 34-летний Дж. Р. Лаубах (англ. J. R. Laubach). В авиакомпании Pan Am работал с 29 октября 1951 года, имел квалификацию пилота гражданской авиации и пилота-инструктора. Его общий налёт составлял около 2000 часов, в том числе 54 часа на типе DC-4.

В салоне работали два бортпроводника:
- Старший бортпроводник — А. Перес (англ. A. Perez). В авиакомпании Pan Am с 4 апреля 1946 года;
- Бортпроводник — Р. Тоунс (англ. R. Tones). В авиакомпании Pan Am со 2 июля 1951 года.

## Хронология событий

### Полёт на Пуэрто-Рико
10 апреля борт N88899 должен был выполнять пассажирский рейс PA-527 из Нью-Йорка в Сан-Хуан, а пилотировал его экипаж, командиром которого был Ф. Э. Адамс (англ. F. E. Adams). Однако когда лайнер отъехал от перрона, а экипаж начал запускать двигатели, то двигатель № 3 (правый внутренний) стал вдруг работать с нарушениями. Как удалось заметить, причина была в его левом магнето, поэтому рейс 527 вернулся на перрон, где был произведён ремонт магнето, после чего двигатель работал уже нормально. В этот раз при запуске двигателей все четыре работали ровно, а их приборы показывали нормальную работу. Разбег по полосе и набор высоты были самыми обычными, как и начало полёта. Однако когда с момента влёта прошло 2 часа 35 минут, двигатель № 3 стал работать неравномерно, а потом в нём и вовсе появились обратные вспышки, поэтому экипаж зафлюгировал его воздушный винт и далее продолжал полёт уже на трёх двигателях. При этом было отмечено, что есть проблемы по сохранению винта во флюгированном положении, а ещё то, что расход топлива в оставшихся трёх двигателях оказался меньше расчётного. Все эти несоответствия были указаны в журнале по обслуживанию самолёта после посадки в Сан-Хуане.

### Ремонт в Сан-Хуане
Для технического обслуживания своих самолётов в Сан-Хуане компания Pan American World Airways держала в этом аэропорту штат механиков в составе главного механика, помощника главного механика и достаточную команду механиков, которые могли выполнить необходимые ремонтные операции. Если же требовалась замена двигателя, то это выполнялось по совету из Майами. Когда рейс 527 прибыл в Сан-Хуан, то самолёт был доставлен в ангар для ремонта, в ходе которого заменили правый магнето двигателя № 3. Также сравнили показания датчиков топлива и заметили, что датчик двигателя № 4 (правый внешний) показывал расход на 20—25 фунтов меньше, по сравнению с датчиками двигателей № 1 и 2, но причину такого расхождения в показаниях механики определить не смогли.
Из предосторожности были проверены картер и защитная сетка двигателя № 3, в результате чего на сетке была обнаружена металлическая стружка, а позже в картере обнаружили металлические чешуйки. Эти чешуйки проверили намагниченной отвёрткой и пришли к мнению, что они алюминиевые. Далее когда двигатель запустили, помощник главного механика услышал скрежет, доносившийся из передней части двигателя. Глянув в журнал, помощник механика увидел заявку, что в последнем рейсе была проблема с сохранением воздушного винта во флюгированном положении, но так как смена уже закончилась, передал об этом помощнику главного механика, который сменил его.
Новая смена запустила двигатель № 3 и дала поработать ему пару минут, после чего выключила, так как в передней части был слышен странный шум. Когда передняя секция капота была снята, в её нижней части нашли дополнительные металлические чешуйки. Тогда механикам было дано указание снять и проверить вилку картера и масляный сеточный фильтр, после чего в картере были также найдена металлическая стружка. Тогда механики слили масло из бака и отстойника, и очистили их, в результате чего выгребли ещё примерно чайную ложку чешуек металла. Далее эти собранные чешуйки проверили намагниченной отвёрткой и серной кислотой, определив, что это алюминий. Хотя по инструкции при проверках металла надо использовать азотную кислоту, инструкции авиакомпании позволяют использовать серную, если подозревается, что металл — алюминий, так как его реакции на обе кислоты внешне похожи.
Разбор передней части двигателя не проводился, но уже беглый осмотр показал, что повреждён подшипник[какой?]. Кроме того, металлическая стружка была найдена и внизу этой передней части, а затем механик через отверстие проверил пальцем отстойник под ведущей шестернёй насоса и обнаружил стружку даже там, о чём доложил помощнику главного механика. Так как в ту смену главный механик не дежурил, то старшим по смене был его помощник, который не стал изучать весь порядок действий. Между тем, по инструкции на случай обнаружения инородных частиц, включая алюминиевую стружку, в масляной системе, требовалась переборка основных компонентов этой системы, их промывка и при необходимости замена, в том числе замена сеточного фильтра. Далее надо было залить в бак 10 галлонов масла и дать двигателю поработать полчаса, включая пять секунд на взлётном режиме, после чего слить масло, очистить сеточный фильтр, а затем залить масло уже до нужного уровня. Затем двигатель снова запустить, подтянув вилку картера и некоторые фильтры, и если всё в порядке, то отдавать двигатель к выполнению полётов.
Но в нарушение инструкций механики не стали разбирать переднюю часть двигателя, ограничившись лишь заливкой 10 галлонов масла в бак для промывки двигателя. Но и промывка каналов масляной системы была выполнена с нарушениями, в том числе двигатель не отработал положенные полчаса. Затем, поменяв масло, механики ещё раз проверили работу двигателя в течение нескольких минут и, убедившись, что больше алюминиевая стружка в картере не появляется, поставили отметку о выполнении ремонта. Также в Майами помощник главного механика отправил телеграмму о заявке по двигателю и обнаруженных неисправностях. Но согласно тексту этой телеграммы выходило, что после замены правого магнето в картере и масляном фильтре была обнаружена алюминиевая стружка, поэтому была выполнена промывка двигателя и замена масла, при этом шум в передней части двигателя изменился. Ответа из Майами не последовало, что было воспринято как молчаливое согласие с выполненными процедурами.

### Обратный рейс
11 апреля самолёт должен был выполнять уже обратный пассажирский рейс PA-526A из Сан-Хуана в Нью-Йорк, а на его борту находились 64 пассажира, в том числе 6 детей, и 5 членов экипажа. Общий вес лайнера был оценён в 70 256 фунтов (31 868 кг) при максимальном допустимом 73 000 фунтов (33 112 кг); центровка также не выходила за пределы допустимого. Перед вылетом командир судна подал план на полёт в Нью-Йорк по правилам полётов по приборам на эшелоне 8000 футов (2400 м), расчётная продолжительность 8 часов 3 минуты. Диспетчер этот план утвердил, после чего лайнер вырулил к началу взлётно-посадочной полосы 9. Позже на слушаниях командир самолёта утверждал, что предполётная проверка и контрольная карта «перед взлётом» были выполнены в полном объёме, а все двигатели в это время работали нормально. Рейс 526A начал выполнять разбег по полосе, но наращивание скорости было каким-то вялым, хотя все приборы двигателей, включая давление и температуру масла, показывали нормальную работу, поэтому экипаж не стал беспокоиться по этому поводу. В 12:11 «Дуглас» оторвался от полосы и начал набор высоты.
Погодные условия в это время были в целом хорошие: верхняя переменная облачность на 35 000 футов (10 700 м), низкие отдельные облака на 3000 футов (910 м), видимость 20 миль (32 км), ветер восточный-юго-восточный 16 узлов.

### Возврат в аэропорт
На высоте около 250 футов (76 м) шасси были подняты, закрылки убраны, а мощность двигателей несколько снижена. Лайнер выполнял набор высоты на установленной скорости 155 узлов, когда второй пилот вдруг заметил, как в двигателе № 3 (правый внутренний) упало давление масла, и возросла температура. На это сразу было обращено внимание командира, который сразу дал указание сообщить диспетчеру о возврате в аэропорт. В 12:13 с самолёта доложили о возвращении, на что диспетчер взлёта и посадки («Сан-Хуан—башня») ответил: Понял, 526A, посадка разрешена, полоса девять, ветер восточный [скорость] один восемь [узлов], высотомер [давление аэродрома] два девять девять пять [29,95 дюйма (761 мм) рт. ст.]. Я сообщу вашей компании. После того, как диспетчер уведомил представителей Pan Am о случившемся, те сразу привели в готовность полевое аварийное оборудование.
В двигателе № 3 давление масла продолжало падать, а температура повышаться, поэтому на высоте около 350 футов (110 м) экипаж зафлюгировал его воздушный винт, а у остальных трёх двигателей повысил мощность до номинальной. При этом управление самолётом было нормальным и никакого заметного рыскания не замечалось, даже когда позже на небольшой угол выпустили закрылки. Однако стоило мощность повысить до номинала, как двигатель № 4 (правый внешний) тут же показал признаки ненормальной работы, когда в нём возникли несколько обратных вспышек, после чего работа вроде как нормализовалась. Экипаж начал выполнять разворот на запад с набором высоты, при этом командир для улучшения скороподъёмности увеличил подъём носа, из-за чего воздушная скорость снизилась до 145 узлов. Когда высота была уже около 550 футов (170 м), двигатель № 4 снова начал барахлить и дёргаться. Экипаж снизил давление в его коллекторе, благодаря чему двигатель стабилизировался, но все попытки вывести его обратно на номинальный режим снова приводили к ненормальной работе.
В 12:17 диспетчер взлёта и посадки спросил у экипажа, где те находятся, на что ему доложили: Мы всё ещё на выходе. Тогда диспетчер связался со спасательным координационным центром береговой охраны США и сообщил, что самолёт компании Pan Am в беде, а сейчас находится на удалении 7 миль (11 км) от аэропорта по азимуту 300° (запад-северо-запад). Тем временем командир старался всё время держать нос самолёта приподнятым, чтобы хотя бы не потерять высоту. Однако убедившись, что снижение всё равно продолжается, командир снизил скоростью до 135 узлов и выполнил правый доворот, чтобы лететь параллельно береговой линии, так как не хотел, чтобы в случае приводнения лайнер врезался в коралловые рифы или оказался в оживлённом районе моря, где мог столкнуться с каким-нибудь судном.

### Приводнение
Второй пилот стал читать контрольный список, а командир по этим данным сверял положения ручек и переключателей, пытаясь определить причину, почему самолёт теряет скорость и высоту. Все элементы управления находились в верном положении, а левые двигатели (№ 1 и 2), согласно приборам, работали нормально, но «Дуглас» продолжал снижаться. Тогда оба левых двигателя были переведены на взлётный режим, а второй пилот отправлен в салон, чтобы предупредить о ситуации бортпроводников, а заодно также открыть топливные клапаны для аварийного сброса топлива. В кабину второй пилот вернулся в 12:19, когда с самолёта доложили на землю, что им, возможно, придётся приводняться, после чего второй пилот был отправлен предупредить пассажиров. Тот вновь вышел в салон, где сообщил, что будет выполняться приводнение, после чего возвратился в кабину и, сев на своё кресло, застегнул ремень безопасности. Как уверяли бортпроводники, они сидели в задней части салона, когда второй пилот повторно вернулся в салон и жестами показал, что будет выполняться приводнение. Хотя бортпроводники его не слышали, но всё поняли, после чего убедились, что ремни безопасности застёгнуты, и надели спасательные жилеты.
В 12:20 с военного Douglas C-47 Skytrain заметили находящийся поблизости от них DC-4 и сообщили в аэропорт, что тот, похоже, будет садиться на воду, на что получили указание кружить возле него. Тем временем авиалайнер продолжал снижаться, а экипаж переставил рычаги двигателей № 1 и 2 на режим «останов». На скорости 120 узлов и с выпущенными на 5° закрылками рейс 529A приводнился на поверхность Атлантического океана, на поверхности которого в это время были волны высотой 10—15 футов (3—4,5 м). Исходя из масляного пятна, образовавшегося на месте происшествия, было определено, что приводнение произошло в точке координат 18°32,60′ с. ш. 66°15,50′ з. д. на удалении 4,5 мили (7,2 км) к северу от побережья Пуэрто-Рико и 11 миль (18 км) к северо-западу от аэропорта вылета. Хотя командир старался выполнить приводнение мягко, при ударе о волны отделился хвост с разрушением задней переборки салона. Также после приводнения самолёт подвергся ударам со стороны больших морских волн, но все сиденья выдержали и не оторвались от своих креплений.

### Эвакуация

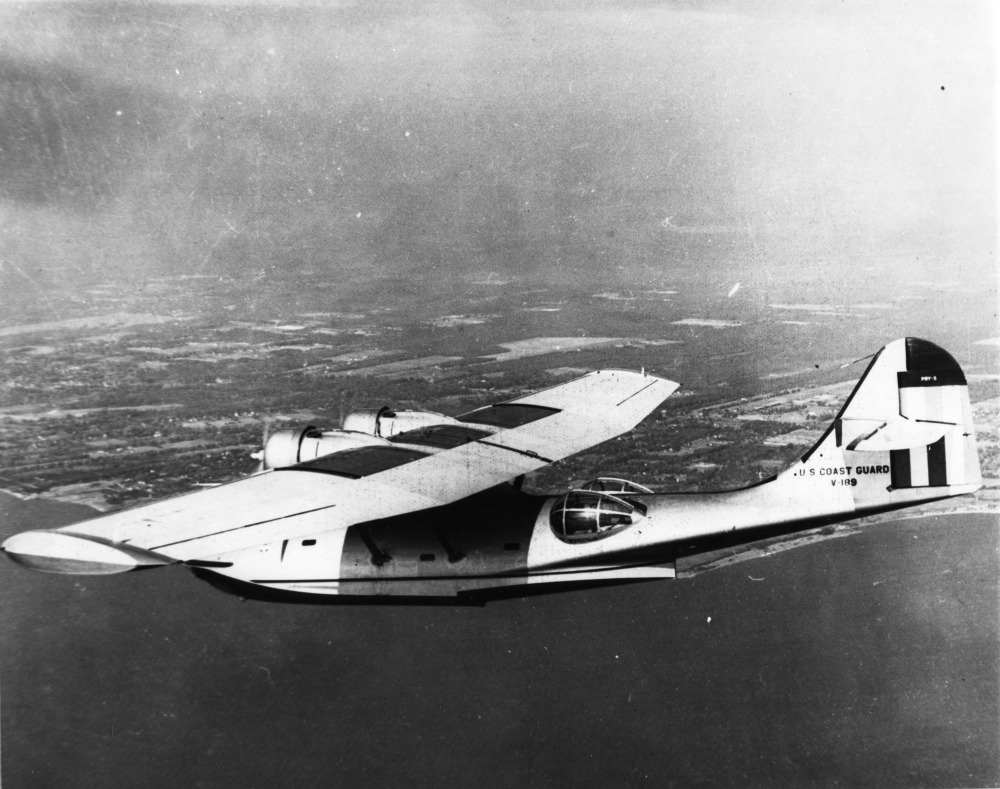
Consolidated PBY Catalina из береговой охраны США

На борту находились три спасательных плота вместимостью на 20 человек и ещё один на 10 человек; все четыре находились на открытой стойке в задней части кабины пилотов. Также в кармане на спинке каждого сидения находился надувной спасательный жилет, а на самой спинке имелся знак с надписями на английском и испанском языках, поясняющий расположение этого жилета. Когда было произведено приводнение, бортпроводники крикнули пассажирам, что спасательные жилеты находятся в спинках сидений, после чего прошли вперёд и открыли оба аварийных выхода на левой стороне салона, через которые вышли на крыло и начали помогать пассажирам выбираться наружу. Но выжившие пассажиры рассказывали, что им не объяснили толком, где же эти жилеты в спинках, а также не проводили никакого инструктажа по действиям после приводнения, из-за чего в салоне началось волнение.
Третий пилот смог ослабить от креплений один из плотов на 20 человек, после чего прошёл с ним в салон и вытащил наружу через передний аварийный выход на правой стороне, через который затем выбрался сам. Второй пилот в это время вместе с пассажиром попытались освободить ещё один из плотов в кабине, но из-за быстро прибывающей воды не успели, из-за чего оказались вынуждены выбраться наружу через правое окно фонаря кабины. Командир в свою очередь, выйдя в салон, объявил о начале эвакуации, однако на это мало кто отреагировал. Тогда он помог открыть главную выходную дверь, после чего практически силой стал вытаскивать людей из салона наружу. Во время этого процесса дверь захлопнуло, поэтому командир самолёта вновь попытался открыть её, как в самолёт ударила волна, которая выкинула командира наружу. Попытки пилота вернуться к самолёту оказались безуспешными из-за сильного волнения на море.
Согласно опросу 12 пассажиров, 7 из них выбрались наружу через аварийные выходы, 4 — через главный выход, а 1 пассажирка — через правое окно в кабине. На спасательный плот успели забраться два пилота (второй и третий), два бортпроводника и пять пассажиров, тогда как командир самолёта и остальные пассажиры оказались в воде. Через три минуты после приводнения авиалайнер затонул на глубине около 2000 футов (610 м).

### Спасательные работы

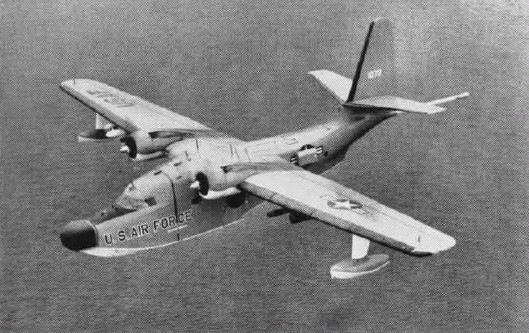
Grumman SA-16 Albatross американских ВВС

Когда береговая охрана узнала о случившемся, то сразу была приведена в действие. В течение нескольких минут к месту происшествия был направлен гидросамолёт Consolidated PBY Catalina, а также спасательный корабль U. S. Coast Guard «Bramble», военно-морской буксир и ещё ряд судов. Участие в спасательной операции приняли и американские военно-воздушные силы, которые находились на авиабазе Рами и выслали дополнительно на подмогу ещё один PBY и два гидросамолёта Grumman SA-16. Затем один гидросамолёт из береговой охраны и два из военно-воздушных сил, несмотря на бушующее море, сели на воду в районе происшествия и стали подбирать людей, тогда как остальные самолёты, включая уже упоминавшийся военный C-47, кружили над районом бедствия, координируя спасательные работы и ища выживших. С самолётов было видно большое число акул, кружащих вокруг людей в воде, но после добавления в воду репеллентов акулы убрались.
Всего спасательные службы сняли 9 человек с плота, а также успели спасти из воды ещё 8, включая командира, но 52 пассажира погибли.

## Расследование
Изучение истории самолёта показало, что двигатели № 1, 2 и 4 от последнего капитального ремонта проработали 1256 часов 24 минуты, а двигатель № 3 — 1122 часа 11 минут. К тому же в «Журнале технического обслуживания» ранее уже были записи о замедленном разгоне при выполнении взлёта, хотя вес лайнера был ниже максимально допустимого. Были и записи о расходе топлива ниже нормального, а также о проблемах с магнето. Относительно малого расхода топлива в «Журнале…» была сделана отписка «по прибытии в Майами». Механики, которые выполняли в Сан-Хуане ремонт двигателя, были из латиноамериканского подразделения Pan Am и проходили обучение в Майами. «Журнал технического обслуживания» находился на борту, когда самолёт отъезжал от перрона, а экипаж знал о прошедшем днём ранее ремонте третьего двигателя, но не стал проверять записи в журнале.
После поднятия двигателей на поверхность следователи отправили в Вашингтонский офис снятую переднюю часть двигателя № 3, где её разобрали и как следует изучили. Экспертиза показала, что произошло частичное разрушение опорного подшипника редуктора, из-за чего зубчатые колёса стали терять зацепление, а после продолжительной работы в таком режиме произошло их разрушение. Проверили в Вашингтоне и отложения из редуктора воздушного винта № 3, по результатам чего было установлено, что верхний слой толщиной 1/32 дюйма состоит в основном из серебра и железа с примесями меди, индия, хрома, марганца, никеля и свинца, причём последний появился как несгорающий осадок из топлива. Масса под этим слоем состояла уже из основных металлов редуктора. По инструкции в данном случае двигатель, или хотя бы его передняя часть, должны были быть заменены, но заместитель главного механика решил это не делать, несмотря на наличие большого числа металлической стружки в масле. То есть борт N88899 для выполнения полёта был не готов.
Вообще Douglas DC-4 создавался в соответствии с требованиями на возможность выполнения полёта лишь при двух работающих двигателях, даже если они расположены на одной стороне крыла, если остальные два зафлюгированы. Лётные испытания DC-4, имевшего массу как рейс 526A, показали, что при полёте на двух двигателях, работающих на полной мощности, самолёт может выполнять набор высоты с вертикальной скоростью 25 футов (7,6 м) в минуту, а на трёх работающих на полной мощности двигателях — 400 футов (120 м) в минуту. Сам рейс 526A летел почти на трёх двигателях, так как двигатель № 4 продолжал работать, хоть и со сниженной мощностью, то есть самолёт должен был по идее хотя бы не терять высоту и скорость. Однако в данном случае общая мощность трёх двигателей оказалась меньше, чем суммарная мощность двух нормальных двигателей, работающих на максимальной мощности. Во многом это может быть связано с тем, что при большой наработке, а двигатели борта N88899 отработали уже 1,1—1,2 тысячи часов от последнего капитального ремонта, мощность может несколько снижаться.
Командир сообщил, что после флюгирования двигателя № 3 он снизил скорость до 145 узлов, а когда забарахлил двигатель № 4 — до 135 узлов. На этом этапе он действовал правильно, так как такие скорости установлены для полётов на трёх и двух двигателях соответственно. Оставшиеся двигатели при этом должны работать на полной мощности, но командир увеличил их режим лишь за пару минут до приводнения, а также решил сбросить топливо. Высота полёта в это время была где-то 550 футов (170 м) и никто на борту не ожидал, что поступательная скорость будет так быстро падать. Бортпроводники даже не успели подготовить пассажиров, к тому же они не думали, что приводнение действительно будет, а потому не стали сразу говорить людям, где находятся спасательные жилеты, и не потребовали, чтобы их надели заранее, хотя многим это могло спасти жизнь. Также фатальной в спасении пассажиров стала политика авиакомпании, согласно которой все спасательные плоты должны были быть размещены в кабине, из-за чего пассажиры не имели к ним доступа. Во время эвакуации пилоты смогли освободить лишь один плот из четырёх, тогда как немало людей также могло спастись, если бы успели взобраться на дополнительные плоты, тем самым избежав гибели от переохлаждения и вероятных нападений акул.

## Причины
1. Авиакомпания, самолёт и экипаж имели необходимые сертификаты.
2. Погодные условия не способствовали созданию аварийной ситуации.
3. Отдел авиакомпании по техническому обслуживанию на Сан-Хуане должен был предупредить об аварийном состоянии двигателя № 3, когда в его передней части было обнаружено большое число металлических частиц.
4. Офис авиакомпании Pan American в Майами после получения от отдела по техобслуживанию в Сан-Хуане информации о ситуации с двигателем № 3 должен был отправить распоряжении о замене данного двигателя.
5. Из-за ненадлежащего состояния двигателя № 3 самолёт на момент вылета из Сан-Хуана не был готов для выполнения полёта.
6. Сразу после взлёта произошёл отказ двигателя № 3, сопровождавшийся частичной потерей мощности двигателя № 4.
7. В сложившейся ситуации командир самолёта показал сомнительную технику пилотирования.

Согласно заключению комиссии от Совета по гражданской авиации, причиной катастрофы стало сочетание таких факторов, как (1) нарушения в работе технического персонала авиакомпании, который не стал заменять неисправный двигатель № 3, который в свою очередь отказал сразу после взлёта, а также (2) ошибки в технике пилотирования со стороны командира судна, который постоянно пытался набрать высоту в условиях отказа одного двигателя и потери мощности на другом, в результате чего произошла потеря воздушной скорости, сопровождаемая проседанием авиалайнера, что при малой высоте полёта не позволило успеть исправить ситуацию.

## Последствия

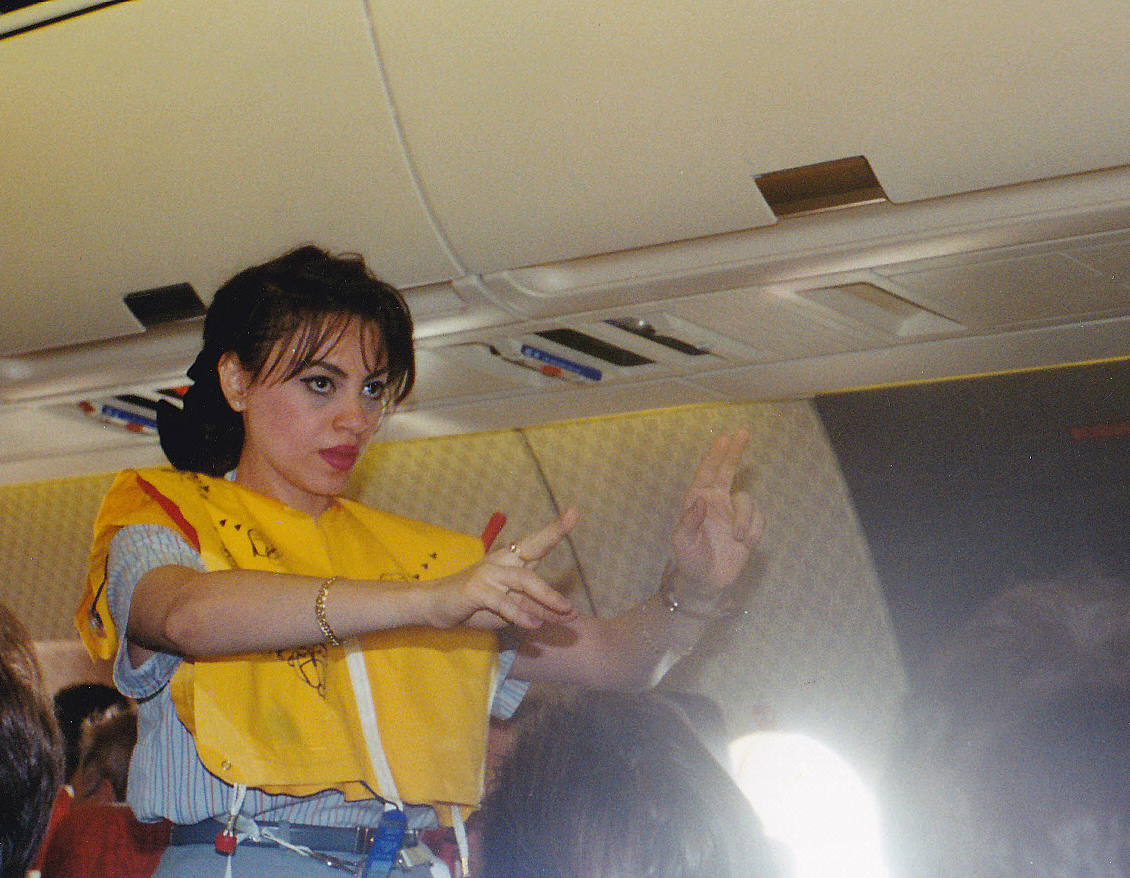
Стюардесса авиакомпании EgyptAir в спасательном жилете проводит инструктаж по выполнению эвакуации

В ходе расследования было немало внимания уделено вопросам по эвакуации и спасению людей после приводнения. В результате были предложены и внедрены следующие правила:
1. Спасательные жилеты и все плоты стали размещать в определённых местах, доступных теперь не только членам экипажа, но и пассажирам, а их крепления должны обеспечивать быстрое освобождение для использования в случае неожиданного приводнения.
2. Инструктажи для пассажиров по эвакуации стали проводить теперь не перед аварийной посадкой, а ещё перед выполнением полёта. В эти инструктажи должно входить объяснение о расположении аварийных выходов и как они открываются, а также демонстрация по надеванию спасательных жилетов. Хотя последнее было разрешено опускать при полётах, которые не проходят над водой.

### Комментарии
1. ↑  Здесь и далее указано Атлантическое стандартное время (AST)